# Chartreuse de la Cervara
La Chartreuse de la Cervara est un ancien monastère chartreux qui a fonctionné comme maison de refuge, ou « petite chartreuse », de 1901 à 1936, situé à Santa Margherita Ligure en Italie.

## Histoire
L'abbaye de la Cervara, abbaye bénédictine médiévale, reconstruite au XIXe siècle par les somasques pour en faire le collège Saint-Jérôme de La Cervara est achetée par les chartreux en 1901 pour servir de maison de refuge aux religieux de Montrieux et de Mougères expulsés de France, en vertu de la loi relative au contrat d'association de 1901.
La Cervara, fusionne avec celle de Montrieux et en 1936, la communauté quitte le monastère pour retourner à Mougères.

## Moines notables

### Supérieurs
Comme La Cervara est une « petite chartreuse », on parle de supérieur et non de prieur
- 1902 : Victor Doreau (1839-†1907)
- 1903 : Eloi Lecomte (1837-†1919)
- 1904-1910: Léon-Marie Guerrin (1837-†1928)[2].
- 1919-1922 : Louis-Marie Baudin (1865-†1926)
- 1924-1926 : Louis-Marie Baudin
- 1926-1929 : Maur Ducamin (1868-†1942)
- Artaud Sochay (1884-†1974)